# 安達勝清
安達 勝清（あだち かつきよ、1894年〈明治27年〉12月 - 1965年〈昭和40年〉1月）は、昭和時代の司法官僚。検察官。弁護士。陸軍司政長官。

## 経歴
正井儀之丞の二男として島根県に生まれ、同県安達駿三郎の養子となる。1921年（大正10年）東京帝国大学法学部英法科を卒業し、神戸大阪各地方裁判所検事、大阪保護観察所補導官、司法書記官・行刑局第一第二各課長を経て、1942年（昭和17年）7月、陸軍司政長官に就任した。
戦後は和歌山県弁護士会会長を歴任した。